# Estrella al Coratge (Canadà)
L'Estrella al Coratge (francès: Étoile du Courage) és una condecoració concedida al Canadà. És la segona més important concedida per actes de coratge d'entre les condecoracions concedides al país nord-americà, i una de les tres condecoracions al coratge concedides pel monarca canadenc, generalment a través del seu virrei. Creada el 1972, la medalla s'atorga a individus, vius o morts, dels quals es diu que han realitzat "actes de valor notable en circumstàncies de gran perill", i permet als receptors l'ús de les lletres post-nominals SC, en anglès, o ÉC, en francès.